# Elymnias melitophila
Elymnias melitophila är en fjärilsart som beskrevs av Hans Fruhstorfer 1897. Elymnias melitophila ingår i släktet Elymnias och familjen praktfjärilar. Inga underarter finns listade i Catalogue of Life.